# 16e régiment de tirailleurs sénégalais
Pour les articles homonymes, voir 16e régiment.
Le 16e régiment de tirailleurs sénégalais (ou 16e RTS) est un régiment des troupes coloniales françaises. Il combat pendant l'entre-deux-guerres et la Seconde Guerre mondiale;

## Création et différentes dénominations
- 1919: Création du 16e régiment de tirailleurs sénégalais (16e RTS)
- 1923: Renommé 16e régiment de tirailleurs coloniaux (16e RTC)
- 1926: Redevient 16e régiment de tirailleurs sénégalais
- 1940: Dissolution
- 1943 : Formation du 16e régiment de tirailleurs sénégalais à partir du régiment porté de tirailleurs sénégalais (RPTS)
- 1944 : Dissolution en mai, nouvelle création en septembre
- 1945: Dissous, transformé en 22e régiment d'infanterie coloniale

## Chefs de corps
- 1934 : colonel Marie-Joseph-André Frech
- 1940 : Jean Speckel

## Historique des garnisons, combats et batailles du16eRTS

### Formation
Le régiment est créé le 1er avril 1919 à Biskra en Algérie, à partir des trois bataillons de tirailleurs sénégalais : les 114e, 115e et 116e BTS.
Ces trois bataillons sont eux-mêmes formés en novembre 1918, avec notamment 58 hommes chacun venus du 94e BTS. Les 114e et 115e BTS, à Tolga et Farfar, sont à nouveau renforcés par 50 hommes du 94e BTS en janvier 1919. En mars 1919, le 116e BTS, jusque là stationné à El Outaya, fusionne avec le 137e BTS à Nemours et Marnia.

### Entre-deux-guerres
En août 1919, le régiment rejoint Constantinople. En mai 1920, il part pour la Syrie après le déclenchement de la guerre franco-syrienne. Il débarque les 24 et 26 mai 1920 et participe à la lutte contre les partisans du roi Fayçal. Il est ensuite dispersé entre Antioche et Alexandrette. Le régiment est rassemblé à Alexandrette le 14 janvier 1922 avant d'embarquer vers la France. Il déplore au Levant 29 tués et 56 blessés, ainsi que 56 morts de maladies.
De 1922 à 1940, le 16e RTS tient garnison à Montauban. Du 1er mai 1923 au 22 février 1926, il est officiellement renommé 16e régiment de tirailleurs coloniaux.

### Guerre du Rif
Le 14 mai 1925, face à l’aggravation de la situation dans le Rif, le régiment quitte Montauban pour débarquer à Casablanca. Après avoir été regroupé autour de Fès, il opère de juin à août en bataillons séparés : les 1er et 3e bloquent aux Rifains la route vers Fez (bataille de l'Ouergha) tandis que le 2e bataillon combat dans la région de Teroual (en). Ensuite, d'octobre 1925 à début février 1926, le régiment défend les postes de Taousset, d'Achikrane et de Bibane au nord de Fez, tout en menant quelques opérations offensives. Enfin, de mai à juin 1926, le régiment participe avec la 4e division marocaine de marche aux opérations « sur les crêtes de l’Armana Ait Lila et le plateau de Doukeine ».
Jusqu'en janvier 1926, le régiment déplore 56 tués, 85 blessés et 15 disparus pour un effectif de 2 194 hommes au 1er janvier 1926. À la fin de la guerre, le total des pertes est de 73 tués (dont six officiers), 14 disparus et 145 blessés (dont quatre officiers).

### Retour en France
Revenu à Montauban (avec un bataillon à Castelsarrasin), le régiment fait partie à partir de 1927 de la 1re division coloniale sénégalaise. En 1934, il forme, avec le 24e RTS, le groupement colonial mixte (quartier général à Toulouse). Celui-ci donne naissance en 1939 à la 4e division d'infanterie coloniale.
Le 8 juin 1936, au camp de Souge en Gironde, reçut des réservistes pour des périodes d’exercices de 21 jours.
En mars 1939, il fut chargé de la surveillance du camp de Septfonds où étaient internés des réfugiés républicains espagnols.

### Campagne de France
Pendant la Seconde Guerre mondiale, le 16e régiment de tirailleurs sénégalais (RTS) fait partie de la 4e division d'infanterie coloniale (DIC). Il participa à la bataille de France sur la Ligne Weygand en tenant position sur la Somme à l'est d'Amiens dans le secteur d'Aubigny. Après les rudes combats des 26 et 27 mai 1940 qui se soldèrent par le repli français et l'exécution par les Allemands de leurs prisonniers africains, le 16e RTS fit retraite dans l'Oise à Cressonsacq.
Le 9 juin 1940, des prisonniers africains du 16e RTS furent assassinés par les soldats allemands.
Le massacre de tirailleurs sénégalais se poursuivit les 9 et 10 juin à Erquinvillers, des soldats allemands, appartenant probablement à la 9e division d'infanterie allemande, assassinèrent une cinquantaine de tirailleurs sénégalais prisonniers des 16e et 24e régiments de tirailleurs sénégalais. Au total, aux alentours d'Erquinvillers, ce sont environ 100 à 600 tirailleurs sénégalais qui furent massacrés. Un médecin français avec l'aide d'un soldat allemand évita l'exécution de douze tirailleurs sénégalais abrités dans une cave.

### Nouvelle formation à partir du régiment porté de tirailleurs sénégalais
Le 1er octobre 1941, le régiment porté de tirailleurs sénégalais (RPTS) est créé en Côte d'Ivoire Nord (anciennement Haute-Volta, actuel Burkina Faso) pour défendre les colonies loyales au régime de Vichy. Il est constitué de deux bataillons, à Ouagadougou et Bobo-Dioulasso (anciens 3e et 4e bataillons du régiment de tirailleurs sénégalais de la Côte d'Ivoire). Il est affecté au groupe mobile colonial.
Le 1er juin 1943, le régiment porté de tirailleurs sénégalais est renommé 16e régiment de tirailleurs sénégalais.
Rassemblé à Rufisque, il est subordonné à la 10e division d'infanterie coloniale à partir du 5 septembre 1942 et rejoint le Maroc. Le régiment est dissous le 31 mai 1944 et fournit en juin-juillet quatre compagnies pour renforcer la 1re division de marche d'infanterie (1re division française libre) et combler les pertes subies lors de la campagne d'Italie, tandis que ses autres éléments rejoignent d'autres unités de l'Armée française de la Libération, comme le 8e RTS formé à partir du 3e bataillon du 16e RTS.

### Dernière formation 1944-1945
Le 16e RTS est recréé le 16 septembre 1944 à partir d'éléments africains stationnées en France après la Libération. Subordonnés à la 1re division d'infanterie coloniale d'Extrême-Orient, les tirailleurs effectuent principalement des missions de garde dans la 15e région militaire (celle de Marseille). Le régiment est dissous le 1er juillet 1945 et forme le 22e régiment d'infanterie coloniale.

## Drapeau du régiment
Il porte, cousues en lettres d'or dans ses plis, les inscriptions suivantes :
- Levant 1920-1921
- Maroc 1925-1926

## Insigne
Insigne conçu en 1938 : couronne de feuilles à une ancre, brochée d’un buste de femme africaine (inspirée des Mangbetu du Congo belge).

## Personnalités ayant servi au16erégimentde tirailleurs sénégalais
- Compagnons de la Libération :
  - Albert Marty (1907-1984), en 1928-1929 ;
  - Jacques Massu (1908-2002), sous-lieutenant en 1930 ;
  - Némir (1904-1953), au 16e RTS de 1927 à 1931 ;
  - Jean-Salomon Simon (1908-1945), en 1930.

- Autres personnalités :
  - Joseph Magnan (1896-1976), en 1925 ;
  - Charles N'Tchoréré (1896-1940), sous-lieutenant en 1926 ;
  - Jean Trescases (1916-1951).